# Yorki Anna angol királyi hercegnő
Yorki Anna (1475. november 2. – 1511. november 22.) angol királyi hercegnő a York-házból, IV. Edward és Elizabeth Woodville lánya.

## Élete
Szülei hetedik gyermekeként és ötödik leányaként született a londoni Westminster palotában. Nővérei Erzsébet, Mária, Cecília és Margit. Két bátyja (Eduárd és Richárd) és egy öccse (György) volt, valamint két húga (Katalin és Brigitta).
1479. július 18-án IV. Edward aláírt egy házassági megállapodást Miksa osztrák főherceggel – a későbbi I. Miksa német-római császárral –, mely szerint Anna majd Miksa fiának, a Szép Fülöp néven ismert főhercegnek lesz a felesége, továbbá Miksa arról is biztosította Edwardot, hogy az elkövetkező három évben nem kezd el más uralkodóházakkal is tárgyalást folytatni a lehetséges menyasszony felkutatására. (A két család egy házasság révén tulajdonképpen már rokoni kapcsolatba került egymással, hiszen Edward testvére, Margit lett Miksa feleségének, Burgund-i Máriának a mostohaanyja.) A frigyre mégsem került sor, mert Edward 1483-as halála és gyermekei fattyúkká nyilvánítása következtében Miksa már korántsem szorgalmazta annyira a menyegzőt, így Anna végül Thomas Howardhoz, Surrey 2. grófjához ment nőül 1495. február 4-én. Egyetlen gyermekük neve ismert, Thomasé, aki körülbelül 1496 és 1508 között élhetett. Legalább egy halva született gyermekük is volt, illetve feltételezések szerint volt még két rövid életű fiuk, Henry és William.
1486-ban a hercegnő részt vett unokaöccse, Artúr walesi herceg, 1489-ben pedig unokahúga, Margit hercegnő keresztelőjén. Harminchat évesen hunyt el, és a thetfordi apátságban temették el, de a reformáció után a Howard családtöbbi tagjával együtt újratemették a framlinghami Szent Mihály arkangyal templomba.